# Apremont (Vendée)
Pour les articles homonymes, voir Apremont.
Apremont (Aprmunt en poitevin) est une commune française située dans le département de la Vendée en région Pays de la Loire.

## Géographie

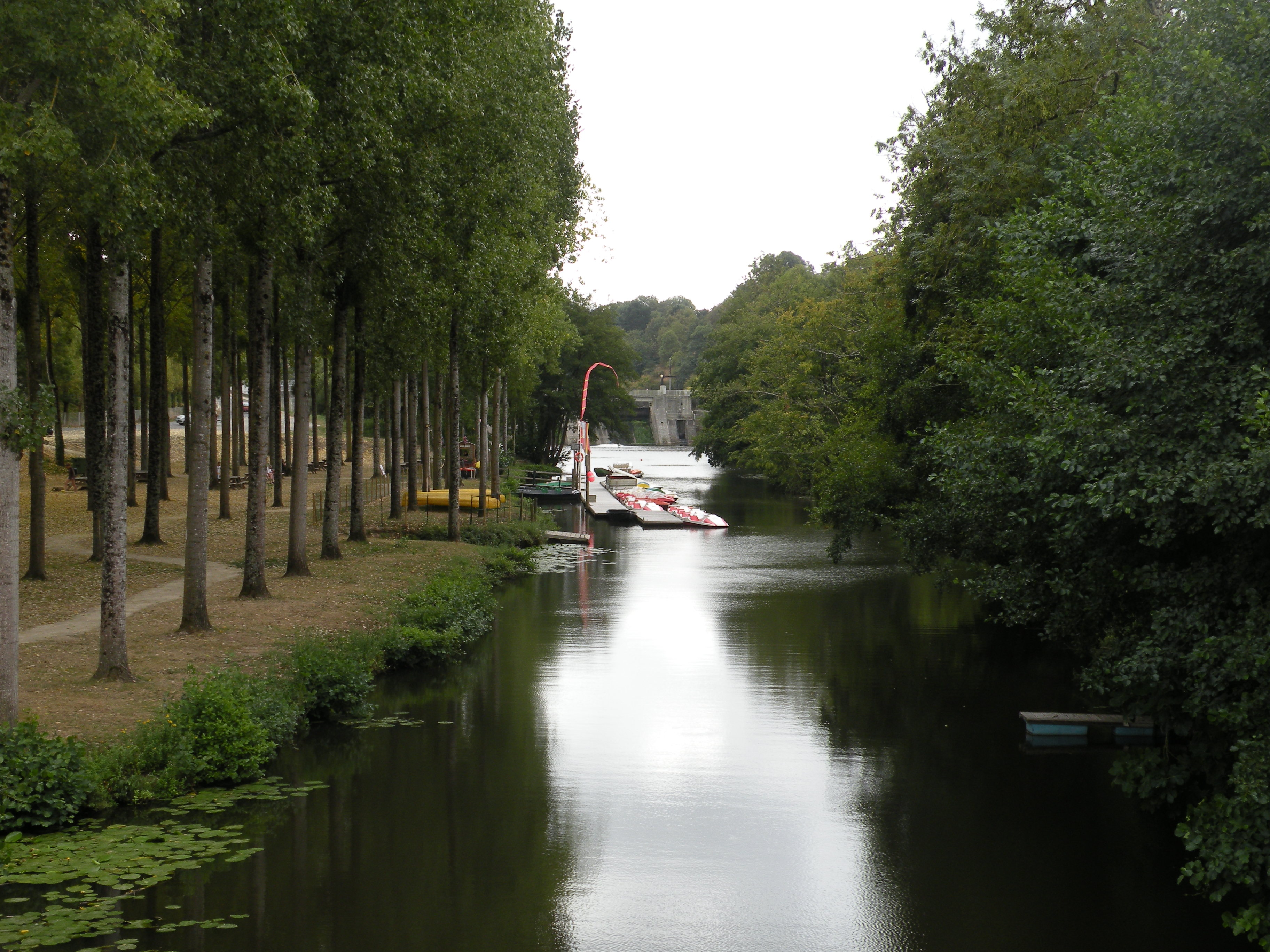
La Vie.

Le territoire municipal d’Apremont s’étend sur 3 015 hectares. L’altitude moyenne de la commune est de 50 mètres, avec des niveaux fluctuant entre 2 et 58 mètres,.
La commune se trouve au nord-ouest de la Vendée, à environ 17 km de Challans, 28 km de La Roche-sur-Yon et 20 km de Saint-Gilles-Croix-de-Vie.
Elle est traversée par le fleuve côtier, la Vie, qui forme un lac de retenue en amont d'un barrage situé dans le bourg.
|             | Saint-Christophe-du-Ligneron |         |
| Commequiers | Apremont                     | Maché   |
|             | Coëx                         | Aizenay |

### Climat
Pour des articles plus généraux, voir Climat des Pays de la Loire et Climat de la Vendée.
En 2010, le climat de la commune est de type climat océanique franc, selon une étude du CNRS s'appuyant sur une série de données couvrant la période 1971-2000. En 2020, Météo-France publie une typologie des climats de la France métropolitaine dans laquelle la commune est exposée à un climat océanique et est dans la région climatique Bretagne orientale et méridionale, Pays nantais, Vendée, caractérisée par une faible pluviométrie en été et une bonne insolation.
Pour la période 1971-2000, la température annuelle moyenne est de 12,4 °C, avec une amplitude thermique annuelle de 13,3 °C. Le cumul annuel moyen de précipitations est de 829 mm, avec 12,8 jours de précipitations en janvier et 6,4 jours en juillet. Pour la période 1991-2020, la température moyenne annuelle observée sur la station météorologique de Météo-France la plus proche, sur la commune de Palluau à 11 km à vol d'oiseau, est de 12,6 °C et le cumul annuel moyen de précipitations est de 928,6 mm,. Pour l'avenir, les paramètres climatiques de la commune estimés pour 2050 selon différents scénarios d'émission de gaz à effet de serre sont consultables sur un site dédié publié par Météo-France en novembre 2022.

## Urbanisme

### Typologie
Au 1er janvier 2024, Apremont est catégorisée bourg rural, selon la nouvelle grille communale de densité à sept niveaux définie par l'Insee en 2022.
Elle est située hors unité urbaine et hors attraction des villes,.

### Occupation des sols
L'occupation des sols de la commune, telle qu'elle ressort de la base de données européenne d’occupation biophysique des sols Corine Land Cover (CLC), est marquée par l'importance des territoires agricoles (93,6 % en 2018), en diminution par rapport à 1990 (94,5 %). La répartition détaillée en 2018 est la suivante : 
terres arables (46,9 %), prairies (24,9 %), zones agricoles hétérogènes (21,8 %), zones urbanisées (2,9 %), forêts (2,6 %), eaux continentales (0,9 %). L'évolution de l’occupation des sols de la commune et de ses infrastructures peut être observée sur les différentes représentations cartographiques du territoire : la carte de Cassini (XVIIIe siècle), la carte d'état-major (1820-1866) et les cartes ou photos aériennes de l'IGN pour la période actuelle (1950 à aujourd'hui).

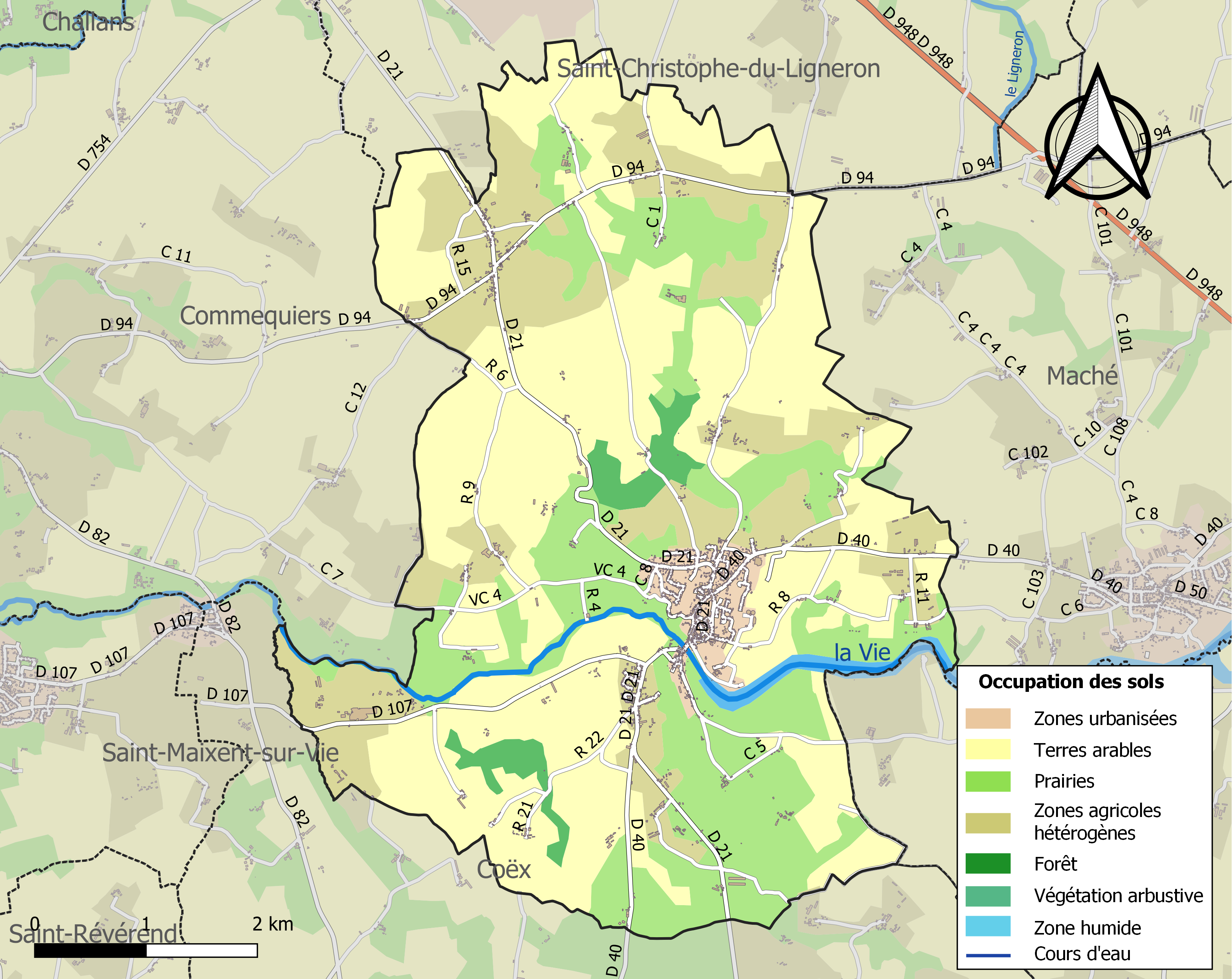
Carte des infrastructures et de l'occupation des sols de la commune en 2018 (CLC).

## Histoire
Occupée dès l'époque gauloise, Apremont était une agglomération relativement importante à l'époque gallo-romaine, située sur un gué de la Vie.
Au Moyen Âge, on trouve A(s)premont aux mains des Parthenay-Soubise (avec des ancêtres Lusignan, Mauléon et Thouars : cf. Guy II, ce qui explique sans doute la possession d'Apremont), dont la souche est Guy Ier, demi-frère cadet d'Hugues III et Jean Ier de Parthenay. La fille de Guy Ier de Parthenay-Soubise, Isabeau dame d'Aspremont, épouse Louis Ier vicomte de Rochechouart, d'où Jean (ou Louis) de Rochechouart seigneur d'Apremont et Brion, père de Jean (ou Jacques), lui-même père d'Isabeau de Rochechouart qui transmet Apremont, Brion et Clervaux à son mari Renaud Chabot de La Grève sire de Jarnac (~1410-1476) : grands-parents de l'amiral Philippe Chabot ci-après.
Philippe Chabot-Jarnac de Brion, amiral de France, reçoit la vieille forteresse médiévale en héritage. Celle-ci est construite sur un promontoire rocheux, dominant au sud, la rivière la Vie. Il décide de reconstruire sur les bases de cette forteresse, un château de type Renaissance. Philippe Chabot a grandi avec François Ier et a donc reçu une très bonne éducation. Il participe à de nombreux épisodes des guerres d'Italie, dont la bataille de Pavie à la suite de laquelle le roi et Philippe notamment, sont faits prisonniers. Philippe va négocier la libération du roi. Celui-ci, pour le récompenser, le nomme amiral de France, c'est-à-dire chef de la marine.
À la suite d'un complot contre lui, Philippe Chabot de Brion tombe en disgrâce et est dépossédé de ses biens, de son titre et doit payer une très forte amende. Le roi demande une révision du procès qui se terminera en faveur de Philippe : c'est le retour en grâce. Cependant, il est très affecté par cette histoire et meurt l'année suivante, en 1543. Il a échangé le château d'Apremont avec Jean IV de Brosse (1505-1564), comte de Penthièvre, qui donne des fêtes somptueuses en l'honneur de sa femme, Anne de Pisseleu, favorite de François Ier. Il meurt sans héritier direct et le château va à la famille de La Trémoille (Madeleine de Luxembourg-Penthièvre, nièce de Jean IV, ayant marié en 1563 Georges, baron de Royan et d'Olonne, fils cadet de François de La Trémoille), puis aux Montmorency-Luxembourg (Marie-Anne de La Trémoïlle, 1676-1708, marquise de Royan et comtesse d'Olonne, arrière-arrière-petite-fille de Georges et Madeleine, ayant épousé en 1696 Paul-Sigismond de Montmorency-Luxembourg, 1664-1731 : Postérité).
Après sa victoire à Riez contre les huguenots, et avoir dîné à Saint-Gilles-sur-Vie, Louis XIII passe la nuit du 16 au 17 avril 1622 au château d'Apremont.
Charles Paul Sigismond de Montmorency Luxembourg, affairé en Bavière, nomme le curé Louet pour accomplir une mission: vendre les pierres du corps de logis au plus offrant, le château coûtant trop cher à entretenir. Le corps de logis est ainsi détruit, ses matériaux vendus pour une somme dérisoire, une partie est affectée à la construction du pont de Pirmil à Nantes.
Plusieurs propriétaires se succèdent jusqu'en 1960 où la famille Thébaud lègue le château à la commune d'Apremont, aujourd'hui propriétaire des lieux.

## Politique et administration

### Liste des maires
| Période                                  | Période                  | Identité                 | Étiquette  | Qualité |
| ---------------------------------------- | ------------------------ | ------------------------ | ---------- | --- |
| Les données manquantes sont à compléter. |                          |                          |            | |
| ca. 1925                                 |                          | Henri Renaud (1859-1943) |            | Avocat, journaliste |
| avant 1931                               | septembre 1942 (décès)   | Georges Thébault         | Union nat. | Agriculteur Conseiller d'arrondissement (1931 → 1940) |
| Les données manquantes sont à compléter. |                          |                          |            | |
| octobre 1947                             | mars 1971                | GIlbert Chauvin          |            | |
| mars 1971                                | 15 novembre 1972 (décès) | Pierre Parthenay         |            | |
| 17 décembre 1972                         | mars 1977                | Bernard Sachot           |            | Conseiller agricole du canton de Palluau |
| mars 1977                                | juin 1995                | Jean-Denis Turpin        | UDF-PR     | Ancien directeur d’Esso Standard Saf Président de l'Association des maires de Vendée Officier de la Légion d'honneur, commandeur de l'Ordre national du Mérite |
| juin 1995                                | 21 mars 2008             | Maurice Baranger         | DVD        | Agriculteur retraité, maire honoraire |
| 21 mars 2008                             | 27 mai 2020              | Guy Jolly                | DVD        | Responsable d’usine de traitement des eaux retraité |
| 27 mai 2020                              | En cours                 | Gaëlle Champion          | DVD        | Conseillère clientèle en gestion de patrimoine 8e vice-présidente de la CC de Vie-et-Boulogne                                                                  |

## Population et société

### Démographie
Les habitants sont appelés les Apremontais.

#### Évolution démographique
L'évolution du nombre d'habitants est connue à travers les recensements de la population effectués dans la commune depuis 1793. Pour les communes de moins de 10 000 habitants, une enquête de recensement portant sur toute la population est réalisée tous les cinq ans, les populations de référence des années intermédiaires étant quant à elles estimées par interpolation ou extrapolation. Pour la commune, le premier recensement exhaustif entrant dans le cadre du nouveau dispositif a été réalisé en 2007.

En 2022, la commune comptait 2 028 habitants, en évolution de +12,73 % par rapport à 2016 (Vendée : +5,33 %, France hors Mayotte : +2,11 %).
| 1793 | 1800  | 1806  | 1821  | 1831  | 1836  | 1841  | 1846  | 1851  |
| ---- | ----- | ----- | ----- | ----- | ----- | ----- | ----- | ----- |
| 800  | 1 538 | 1 547 | 1 359 | 1 364 | 1 305 | 1 223 | 1 370 | 1 305 |

| 1856  | 1861  | 1866  | 1872  | 1876  | 1881  | 1886  | 1891  | 1896  |
| ----- | ----- | ----- | ----- | ----- | ----- | ----- | ----- | ----- |
| 1 280 | 1 232 | 1 275 | 1 297 | 1 371 | 1 379 | 1 412 | 1 466 | 1 532 |

| 1901  | 1906  | 1911  | 1921  | 1926  | 1931  | 1936  | 1946  | 1954  |
| ----- | ----- | ----- | ----- | ----- | ----- | ----- | ----- | ----- |
| 1 596 | 1 664 | 1 618 | 1 473 | 1 438 | 1 455 | 1 464 | 1 337 | 1 255 |

| 1962  | 1968  | 1975  | 1982  | 1990  | 1999  | 2006  | 2007  | 2012  |
| ----- | ----- | ----- | ----- | ----- | ----- | ----- | ----- | ----- |
| 1 211 | 1 146 | 1 109 | 1 131 | 1 152 | 1 119 | 1 342 | 1 374 | 1 695 |

| 2017  | 2022  | - | - | - | - | - | - | - |
| ----- | ----- | - | - | - | - | - | - | - |
| 1 814 | 2 028 | - | - | - | - | - | - | - |

#### Pyramide des âges
En 2018, le taux de personnes d'un âge inférieur à 30 ans s'élève à 36,6 %, soit au-dessus de la moyenne départementale (31,6 %). À l'inverse, le taux de personnes d'âge supérieur à 60 ans est de 25,1 % la même année, alors qu'il est de 31,0 % au niveau départemental.
En 2018, la commune comptait 938 hommes pour 895 femmes, soit un taux de 51,17 % d'hommes, largement supérieur au taux départemental (48,84 %).
Les pyramides des âges de la commune et du département s'établissent comme suit.
| Hommes | Classe d’âge | Femmes |
| ------ | ------------ | ------ |
| 0,3    | 90 ou +      | 0,8    |
| 6,9    | 75-89 ans    | 8,9    |
| 16,7   | 60-74 ans    | 16,8   |
| 15,9   | 45-59 ans    | 16,8   |
| 22,0   | 30-44 ans    | 21,9   |
| 14,4   | 15-29 ans    | 14,7   |
| 23,8   | 0-14 ans     | 20,1   |

| Hommes | Classe d’âge | Femmes |
| ------ | ------------ | ------ |
| 0,8    | 90 ou +      | 2,2    |
| 8,7    | 75-89 ans    | 11,1   |
| 20,3   | 60-74 ans    | 21,3   |
| 20     | 45-59 ans    | 19,4   |
| 17,5   | 30-44 ans    | 16,8   |
| 15     | 15-29 ans    | 13,2   |
| 17,7   | 0-14 ans     | 16,1   |

## Enseignement
Cette commune dispose d'une école publique (école de la vie) et de 2 écoles privées (école Sainte Anne et 1,2,3 Colibris).

## Culture locale et patrimoine

### Lieux et monuments

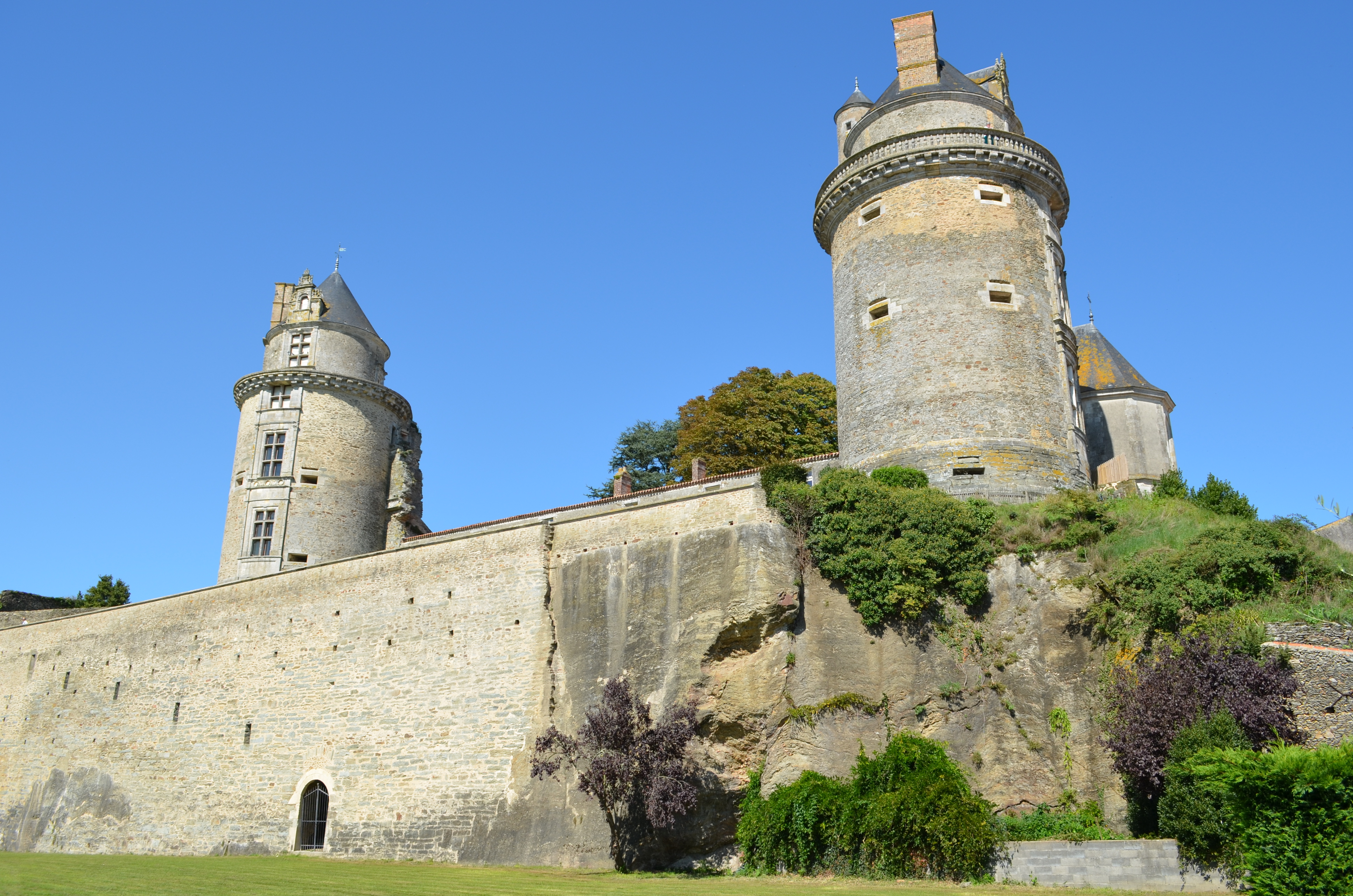
Le château d'Apremont.

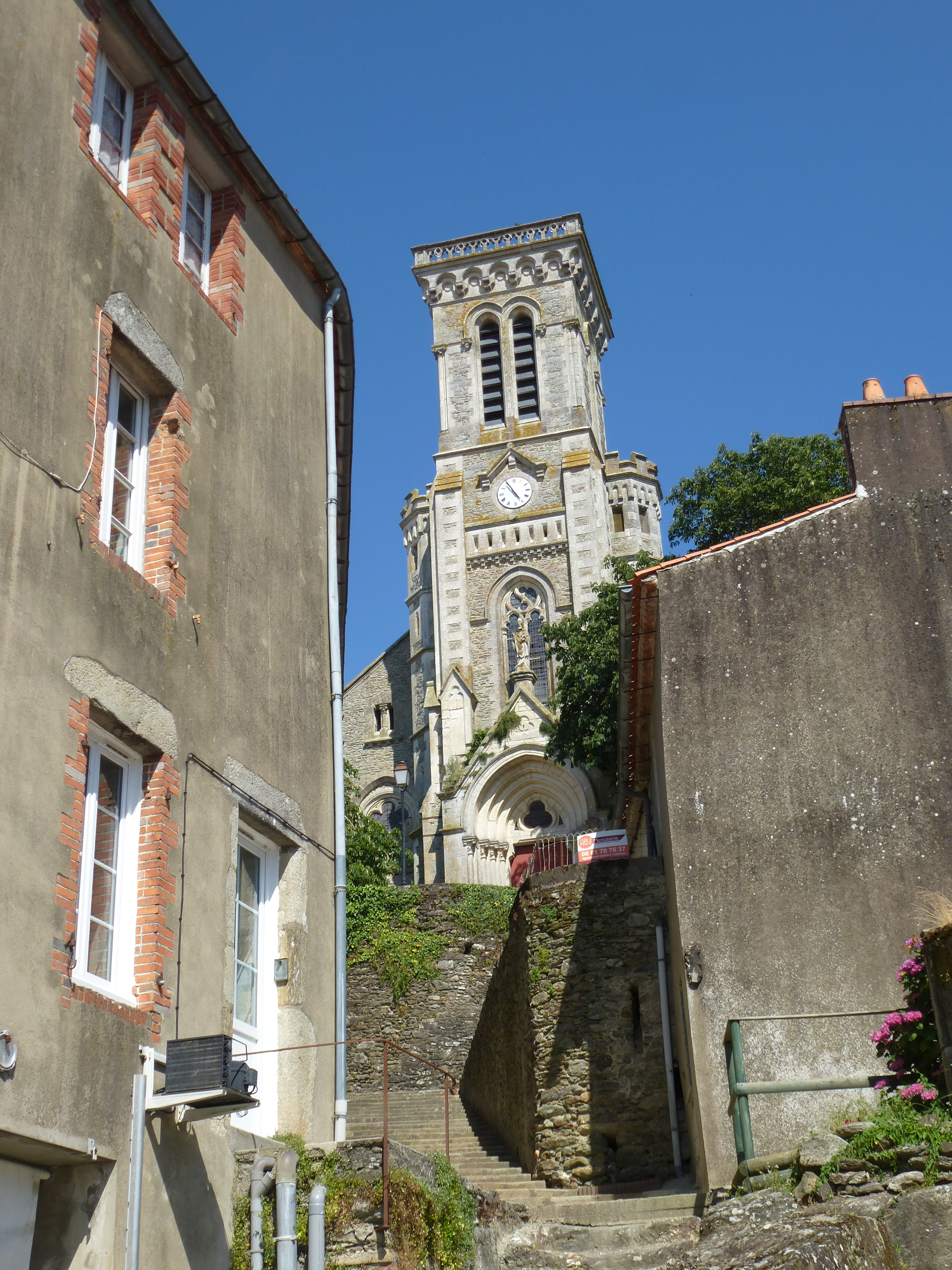
L'église d'Apremont.

- Château d'Apremont : Apremont dispose de l'un des premiers châteaux Renaissance de la Vendée, construit sur l'emplacement même sur lequel se trouvait jadis une forteresse médiévale, dont il nous reste aujourd'hui une partie des remparts, un châtelet d'entrée qui porte encore les traces de pont-levis, un souterrain glaciaire, qui avait pour fonction de conserver les aliments. Bâti entre 1534 et 1542, à la demande de Philippe Chabot de Brion, amiral de France et ami d'enfance de François Ier, il ne reste aujourd'hui de ce château Renaissance que les ruines qui montrent bien l'époque de transition pendant laquelle il a été construit, entre le Moyen Âge et la Renaissance. En effet l'on peut observer divers éléments caractéristiques de l'architecture du Moyen Âge : la forme et l'épaisseur des murs des deux tours (entre deux et trois mètres), la présence de plusieurs canonnières et meurtrières, etc. En outre il est intéressant de remarquer qu'il y a également des éléments caractéristiques de la Renaissance, ou tout du moins du tout début de la Renaissance : façade du corps central organisée géométriquement, la présence de sculptures à caractère antique (frontons, chapiteaux ioniques, frises, colonnes, etc.), en bref un corps de logis « au goût du jour » pour l'époque. Il est important d'ajouter que sous ce château, construit sur un bloc de schiste, a été taillé un passage dit « voûte cavalière », unique en France. Cette rampe cavalière, qui remontait 20 mètres, permettait de mettre en scène l'arrivée des visiteurs, les faisant passer véritablement de l'ombre à la lumière. Dans la chapelle, une exposition permanente a été installée : elle retrace l'histoire du château au travers d'un film et d'un théâtre optique ; une reproduction du Rouleau d'Apremont y est également présentée.
- Château de l'Audardière.
- Église Saint-Martin : bâtie en 1902 à la place d'une ancienne église du XVe siècle, sur les hauteurs de la ville face au château.
- Manoir de La Tuderrière. Témoignage de l'architecture civile médiévale, la Tuderrière est citée pour la première fois au XIe siècle, puis à nouveau aux XIIe et XIIIe siècles (citation en 1161 et en 1280). En 1345, il appartenait à la famille Quayrault ou Queraud. En 1584, Gilbert de La Trémoille, marquis de Royan, comte d'Olonne, Grand sénéchal de Poitou, y installe Claude Dreux. Il entreprend de grands travaux et le met au goût du jour. Claude-Charles Durand, né à Apremont en 1684, devient seigneur de la Tuderrière après l'extinction de la famille Dreux. Vers 1830, le manoir est vendu à la famille Surville.  La propriété passe ensuite de main en main et plus récemment aux Martin Decamp, Ruchaud, Renaud, Strong puis en 2010 à la famille Racaud. Le Manoir est inscrit au titre des monuments historiques le 8 octobre 1984[29],[30]. Le logis-porche et le logis d'habitation sont protégés au titre des monuments historiques depuis le 15 septembre 2016.
- Croix hosannière d'Apremont.

### Personnalités liées à la commune

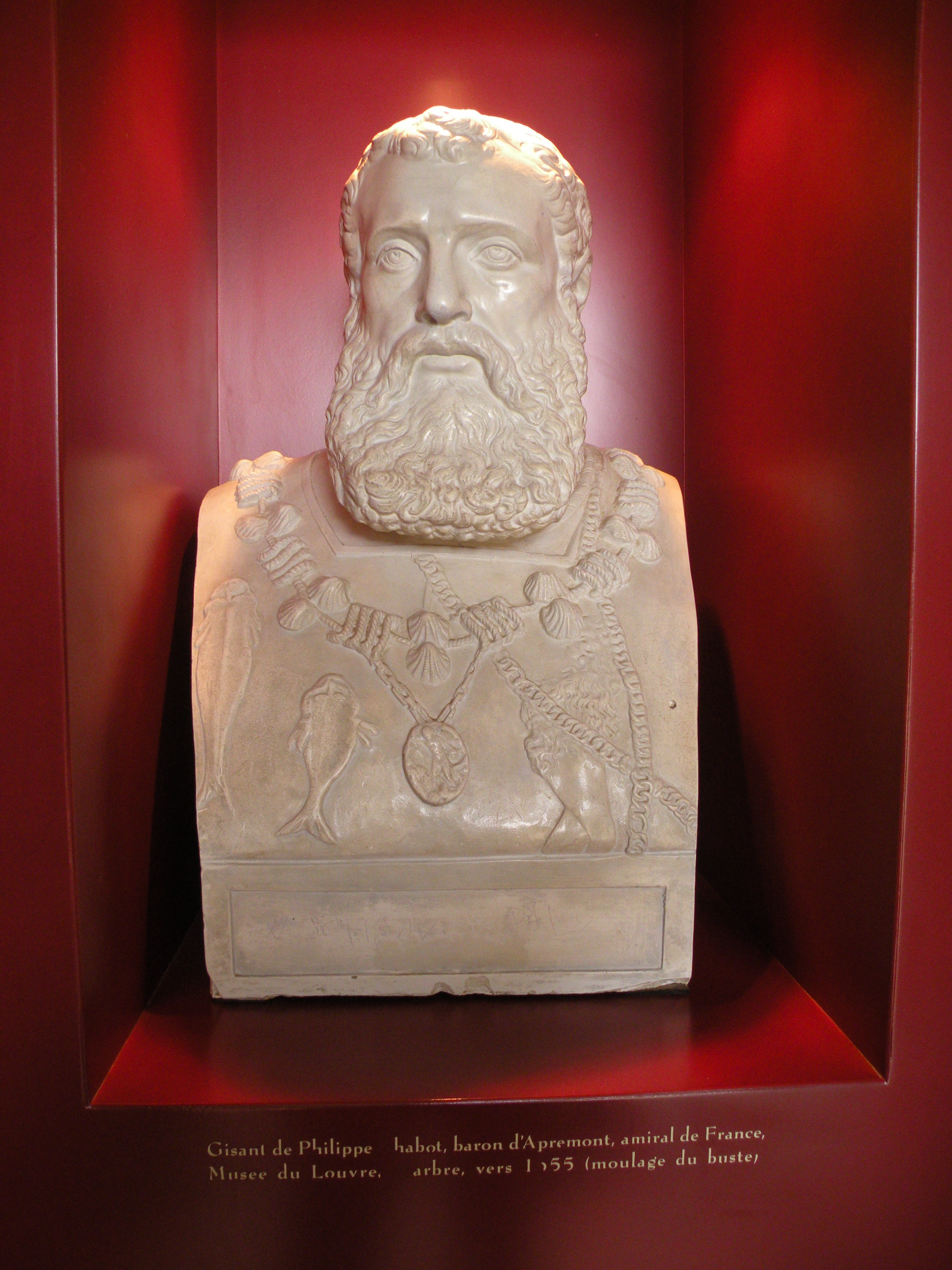
Philippe Chabot.

- Philippe Chabot de Brion baron d'Apremont (1492-1543), amiral de France.
- Jean-François Goupilleau, dit Goupilleau de Fontenay, né à Apremont-sur-Vie (Vendée) le 25 juillet 1753, mort à Montaigu (Vendée) le 11 octobre 1823, notaire et député français.
- Jean de La Rochefoucauld-Bayers (1757-1834), militaire et homme politique français des XVIIIe et XIXe siècles.
- André Moreau, acteur et metteur en scène français, est né à Apremont (1900-1973).

### Tournages de films
- Les Vieux de la vieille, film franco-italien réalisé par Gilles Grangier en 1960.

### Héraldique
| Blason | Blasonnement : De gueules au lion d'or, couronné d'azur. |